# Holzschienenbahn Johore
| Holzschienenbahn Johore Keretapi Kayu Johor كريتاڤي كايو جوهر | Holzschienenbahn Johore Keretapi Kayu Johor كريتاڤي كايو جوهر |
| ------------------------------------------------------------- | ------------------------------------------------------------- |
| Streckenlänge:                                                | Geplant: 29 km Bis 1875 fertiggestellt: 16 km                 |
| Spurweite:                                                    | 1000 mm (Meterspur)                                           |
|                                                               |                                                               |

Die Holzschienenbahn Johore (Keretapi Kayu Johor, كريتاڤي كايو جوهر) war eine in den 1870er Jahren errichtete Holzschienenbahn von Johor Bahru nach Gunung Pulai in Johor British Malaysia. Geplant war ursprünglich eine Streckenlänge von 29 Kilometern, von der bis 1875 aber nur 16 Kilometer fertiggestellt wurden.

## Geschichte
Die Bahn sollte Johor Bahru mit einem nicht genau spezifizierten Gebiet 29 km (18 Meilen) in Richtung Gunung Pulai verbinden. Die Strecke mit hölzernen Schienen wurde ab 1869 gebaut und war 1875 zum Teil fertiggestellt, also zehn Jahre früher als die erste Eisenbahn von Taiping nach Port Weld. Im Jahr 1889 war sie nicht mehr in Betrieb.
Die Idee stammte von dem damaligen Maharaja von Johor Abu Bakar, nachdem er auf einem Besuch in England 1866 dort einige der frühen Bahnen gesehen hatte. Die Strecke sollte die Hauptstadt des Sultanats Johor, Johor Bahru, mit dem etwa 20 km entfernt gelegenen Gunung Pulai verbinden, wo wegen der niedrigeren Temperaturen ein Sanatorium und eine Hill Station als Sommerfrische gebaut werden sollten. Es gab keine weiteren Haltepunkte.
Am 24. Juli 1869 erschien ein Artikel in der Singapore Daily Times, in dem berichtet wurde, dass die Bahn vom Maharaja von Johor „in Anwesenheit einer kleinen Gruppe von Europäern und Einheimischen“ eröffnet worden sei, und dass eine kleine Chaplin’s-Lokomotive während der Bauarbeiten verwendet worden sei. 
In den darauffolgenden Jahren wurde die Strecke verlängert. Mitte 1873 hatte die Strecke bereits eine Länge von 9,7 Kilometern, und weitere 3,2 Kilometer waren fast fertig. Im Jahr 1875 wurde berichtet, dass inzwischen 16 km Gleis und Abstellgleise fertiggestellt worden waren, und die Strecke entlang von Landgütern und Plantagen zum Teil in Betrieb genommen worden war. Der tiefste Einschnitt betrug dreizehn Meter.
Der nächste Zeitungsartikel berichtete 1889, dass die Strecke bis auf Weiteres nicht in Betrieb sei, nachdem eine Lokomotive auf den durch Termiten geschwächten Gleisen entgleist und in eine Senke gestürzt sei.

## Technische Details

### Schienen
Die Bahn war insofern ungewöhnlich, als sowohl die Schwellen als auch die Gleise sowie die Keile zum Befestigen der Gleise auf den Schwellen ausschließlich aus Holz hergestellt wurden. Vermutlich wurden 55 Tonnen Teakholz pro Kilometer verbaut.
Die Strecke sollte aus zehn Fuß langen Balken mit einem Querschnitt von sechs auf vier Zoll auf runden Schwellen mit einem Durchmesser von 6⅜ Fuß hergestellt werden, in denen zwei Nuten in der Breite der Schienen eingebracht waren, in denen die Schienen mit Keilen festgeklemmt wurden. Die Schienen ragten wegen der Flansche der Schienenfahrzeuge 2 Zoll (50 mm) über die Schwellen heraus.
Ursprünglich sollte die Spurweite drei Fuß (914 mm) betragen, aber später wurden tausend Millimeter favorisiert, um die gleiche Spurweite wie in Britisch-Indien zu haben, wo ab 1872 Schmalspurbahnen gebaut wurden. Es gab aus Kostengründen keine Schotter-Bettung, sondern die Schwellen wurden im Erdreich verlegt.

### Schienenfahrzeuge
Die Art und Größe der Schienenfahrzeuge ist nicht überliefert. Es wurde anfangs vorgeschlagen, eine Fairlie-Dampflokomotive mit zwei Drehgestellen einzusetzen, die erfolgreich auf den kurvenreichen steilen Strecken der Ffestiniog Railway in Wales erprobt worden war, aber es gibt keine Anzeichen für einen Export einer solchen Lokomotive nach Malaya. 
Im Jahr 1875 erwarb der Maharaja von Johor eine gebrauchte Dampflok aus Britisch-Indien (Nr. B27, 0-4-4T, Klasse B der Indischen Staatsbahn, eingesetzt als Nr. 89 auf der Bahnstrecke Rajputana–Malwa der Rajputana State Railway, hergestellt von Dübs and Company mit der Seriennummer 742 von 1874) vermutlich für den Einsatz auf der Holzschienenbahn. Die Lokomotive wurde später auf der Selangor State Railway unter dem Namen Lady Clarke und beim Streckenbau von Klang nach Kuala Lumpur sowie als Rangierlokomotive der Federated Malay States Railways eingesetzt, bevor sie 1912 verschrottet wurde.